# Зведені брати (фільм)
Зведені брати (англ. Step Brothers) — комедійний американський фільм 2008 року, що використовує засоби буфонади. Прем'єра фільму в Україні відбулася 4 вересня 2008 року 

## Сюжет
Доктор Роберт Добак і Ненсі Гафф знаходять багато спільного один в одного, зокрема те, що обидва мають дорослих синів, які досі не знайшли своє місце в житті й живуть із батьками. Вони вирішують одружитися, тому їх старші діти Бреннан і Дейл починають мешкати в одній кімнаті.  Спочатку чоловіки ворогували, проте потім зрозуміли, що смаки їх майже однакові. Бреннан ненавидів свого молодшого брата Дерека за те, що він зганьбив його під час шкільного виступу. Після того, як Дейл вдарив в обличчя Дерека, зведені брати стають найкращими друзями. Проте їхні виходки вивидять із себе Роберта Добака. До того ж обидва чоловіки були лунатиками, й під час такого стану руйнували все в будинку. Врешті Роберт Добак поставив умови своїй родині: вони продають будинок, щоб на виручені гроші відправитися в навколосвітню подорож на яхті, а Бреннан і Дейл негайно мають знайти собі роботи й зняти квартиру самостійно. Проте Бреннан і Дейл зривають співбесіди й вдома вирішують, що вони можуть створити власний гурт, оскільки Дейл грає на барабанах, а Бреннан співає. Вони знімають власний кліп, під час чого руйнують яхту Роберта Добака. Після цього родина розпадається. Бренна і Дейл сваряться й починають жити дорослим життям — влаштовуються на роботу. Через деякий час Бреннан влаштовує зібрання для компанії свого брата Дерека Гаффа. На ньому ж офіціантом працює Дейл. Все проходило досить непогано, поки музичний виступ запрошеного гурту не було зірвано. Тоді Роберт Добак покликав своїх дітей і розповів їм, що в дитинстві він грався в динозавра, проте дорослі змушували його вчитись і працювати. А зараз, коли він вже став вільною людиною, Роберт вже не пам'ятає як грати. Тому він пропонує Бреннанові й Дейлові залишатися такими, якими вони є насправді й просувати далі свій музичний гурт. Бреннан співає на зібранні, а Дейл підіграє йому на барабанах, що викликає захоплення в слухачів. Після цього Роберт і Ненсі помирилися й знову жили однією родиною. 

## У ролях
- Вілл Ферелл — Бреннан Гафф
- Джон Рейлі — Дейл Добак
- Річард Дженкінс — Доктор Роберт Добак (батько Дейла)
- Мері Стінберген — Ненсі Гафф-Добак (мати Бреннана)
- Адам Скотт — Дерек Гафф (молодший син Ненсі, брат Бреннана)
- Кетрін Ган — Еліс Гафф (дружина Дерека)
- Андреа Севідж — Деніз
- Роб Ріґґл — Ренді
- Сет Роґен — менеджер зі спортивних товарів
- Кен Джонг — агент з працевлаштування

## Касові збори
У США фільм зібрав  $100,468,793, за кордоном — $27,638,849 (загалом — $128,107,642).

## Критика
На сайті Rotten Tomatoes фільм отримав 55% (96 схвальних відгуків і 79 несхвальних).